# دیوید لیونز (بازیگر)
دیوید لیونز (به انگلیسی: David Lyons) (زاده ۱۶ آوریل ۱۹۷۶) بازیگر استرالیایی است.
از فیلم‌های معروف او می‌توان به بازی در فیلم پناهگاه امن و محاکمه‌های کیت مک‌کال اشاره کرد.
همچنین او بیشتر به خاطر بازی در فیلم سریالی Sea Patrol که در سال‌های ۲۰۰۷ تا ۲۰۱۱ از تلویزیون استرالیا پخش می‌شد، شناخته شده است. او فارغ التحصیل دبیرستان شهر ویکتوریا در استرالیا است و فارغ تحصیل رشتهٔ هنر در دانشگاه ملی هنر استرالیا است. او نزدیک ۳۰ فیلم در استرالیا و آمریکا بازی کرده است؛ و از سال ۱۳۸۰ مشغول به حرفهٔ بازیگری است.